# Armorial des municipalités du Canada
- il comporte peu ou pas de sources.
- il reste des blasons à dessiner dans cet armorial.
- certaines figures ne sont pas accompagnées de leur blasonnement.

 (novembre 2017).
Cette page donne les armoiries (figures et blasonnements) des municipalités du Canada.
| Image | Nom de la commune et blasonnement |
| ----- | --- |
|       | Abbotsford (Colombie-Britannique) De sinople à une croix et un sautoir confondus d'or remplis d'azur, à un besant d'or brochant sur le tout en abîme et chargé d'une fleur de fraisier au naturel |
|       | Acton Vale (Québec) D'argent au sautoir engrêlé de gueules chargé d'une fleur de lys d'or et cantonné de quatre glands de sinople. |
|       | Barrie (Ontario) D’argent à trois jumelles ondées d’azur, au chef de gueules chargé d’une couronne navale accostée d’une roue ailée et d’une roue d’engrenage d’or[réf. nécessaire] Différences entre dessin et blasonnement : les places des roues sont inversées.. |
|       | Bathurst (Nouveau-Brunswick) Écartelé en sautoir, au premier d'argent à la burelle de gueules surmontée d'une burelle accolée d'or, aux deux pics de mineur de sable passés en sautoir brochant sur le tout, au deuxième d'or à l'arbre de sinople, au troisième d'azur à la charrue à mancheron double d'or, au quatrième d'argent à la champagne ondée soutenant un poisson surmonté d'une burelle ondée, tous d'azur, la champagne remplie d'or ; à l'écusson d'argent chargé d'une feuille d'érable de gueules brochant en abîme sur la partition ; au chef parti de gueules au léopard d'or et d'azur à trois fleurs de lis d'argent, celle du milieu plus grandes que les deux autres |
|       | Brantford (Ontario) |
|       | Calgary (Alberta) |
|       | Caraquet (Nouveau-Brunswick) D'argent à deux ancres de sable posées en sautoir soutenues d'une barre à roue du même |
|       | Drummondville (Québec) Écartelé: en 1 et 4 d'argent à la fasce d'azur chargée de 3 quintefeuilles d'argent, en 2 et 3 d'hermine à deux fasces de gueules. |
|       | Edmonton (Alberta), Capitale de l'Alberta De pourpre à une fasce ondée d'argent chargée d'une burèle ondée d'azur et accompagnée en chef d'une roue d'engrenage ailée d'or et en pointe d'une gerbe de blé du même, au chef d'azur soutenu d'une divise d'argent chargé d'un soleil d'or mouvant de la ligne inférieure du chef |
|       | Gatineau (Québec) D’or à la fasce ondée d’azur accompagnée de trois sapins de sinople; à la bordure du même chargé de dix billettes du premier. |
|       | Granby (Québec) Écartelé: au 1, de sinople à une feuille d'érable d'or, au 2, coupé de gueules au lion passant d'or et d'azur à deux fleurs de lys d'argent, au 3, de gueules à un livre ouvert d’argent chargé d'un Alpha et d’un Oméga de sable, au 4, d'or à un caducée de sable. |
|       | Grand Sudbury (Ontario) Coupé en cime de sapin de sinople et d'or, à une étoile d'or au canton dextre du chef |
|       | Grenville-sur-la-Rouge (Québec) D'or à la bande ondée de gueules accostée de deux écussons aux armes du très honorable George Grenville au naturel (De sinople à la croix d'argent chargée de cinq tourteaux de gueules) |
|       | Guelph (Ontario) D'herminais à une fasce de gueules chargée d'un cheval courant d'argent |
|       | Halifax (Nouvelle-Écosse) D'azur à un sautoir d'or chargé de 4 phéons du champ posés un sur chaque branche, dans leur sens, pointant vers l'extérieur; cantonné aux 2 et 3 de deux navires de 1760 voguant à pleines voiles d'or, et brochant en abime sur le tout, un besant aussi d'or chargé d'un martin-pêcheur du champ. |
|       | Hamilton (Ontario) D'or au tourteau d'azur chargé d'une quintefeuille d'or, entouré d'une chaîne composée de six grands maillons chacun joint par trois petits maillons d'azur |
|       | Hawkesbury (Ontario) De sinople à la fasce ondée d'argent chargé d'une croix pattée de gueules, le tout accompagné au chef d'une roue dentée d'argent accostée de deux gerbes de blé d'or et en pointe d'un faucon essorant d'or. |
|       | Kelowna (Colombie-Britannique) |
|       | Kingston (Ontario) De gueules à une tour Martello d’argent accompagnée en chef de trois couronnes antiques d’or et soutenue en pointe d’une champagne burelée-ondée de cinq pièces d’argent et d’azur ; |
|       | Kitchener (Ontario) |
|       | La Tuque (Québec) d'azur à la fasce ondée d'argent chargé d'un dard vivré de gueules posé en fasce, la pointe à sénestre, accompagné en chef de deux sapins arrachés d'or et en pointe d'une tuque aussi d'or. Armes parlantes. |
|       | Laval (Québec) - D'argent à la croix de gueules, chargée de cinq coquilles d'or cantonnée de seize alérions d'azur |
|       | Lévis (Québec) - D'or à trois chevron de sable |
|       | London (Ontario) |
|       | Longueuil (Québec) D'azur à trois roses d'or, au chef de gueules chargé d'un croissant accosté de deux étoiles, le tout d'or |
|       | Moncton (Nouveau-Brunswick) |
|       | Montebello (Québec) De gueules, fretté de huit flèches versées d'or ; au chef du même, à la croix d'azur chargée de cinq coquilles aussi d'or ; aux quatre cantons chargés chacun de quatre alérions de gueules en fasce. |
|       | Mont-Laurier (Québec) D’or, à la bande écotée de gueules, accompagnée en chef d’une rencontre d’orignal de sable surmontée d’une étoile d’azur, en pointe d’une montagne à trois coupeaux de sable soutenue d’une onde alésée d’azur. |
|       | Montréal (Québec) - D'argent à la croix de gueules cantonnée au 1er d'une fleur de lis d'azur ; au 2e d'une rose de gueules tigée, feuillée de sinople ; au 3e d'un chardon de pourpre tigé et feuillé aussi de sinople ; au 4e d'un trèfle du même. Ornements extérieurs, non représenté ici: - Surmonté d'un castor couché sur écot au naturel ; l'écu entouré d'un rinceau de feuilles d'érable de sinople, et pour devise CONCORDIA SALUS |
|       | New Maryland (Nouveau-Brunswick) D'or à deux pals de sable le tout écartelé en sautoir de l'un en l'autre, à un filet de sautoir tréflé, écartelé en sautoir d'argent et de gueules, brochant sur le tout et accompagné en chef d'un tourteau de gueules, en pointe, à dextre et à sénestre de trois autres de sable. |
|       | Niagara Falls (Ontario) D’argent à trois vergettes ondées d’azur, au chef voûté chargé de trois vergettes de l’un en l’autre. |
|       | Oshawa (Ontario) |
|       | Ottawa (Ontario), Capitale du Canada D'argent à une croix ondée d'azur chargée d'un filet en croix ondé d'argent et cantonnée au un de la Couronne royale au naturel et au quatre d'une feuille d'érable de gueules, au chef du même chargé d'un astrolabe accosté à dextre de deux flèches passées en sautoir, le tout d'argent, et brochant sur elles, l'aviron d'un canot indien d'or la pale en haut et, à sénestre, d'une pelle et d'une pioche d'argent passées en sautoir et, brochante sur elles, une grenade d'or enflammée au naturel |
|       | Peterborough (Ontario) |
|       | Percé (Québec) D'azur à une morue courbée posée en fasce, accompagnée en chef d'une représentation du rocher de Percé et en pointe d'un trilobite posé en pal, le tout d'or. |
|       | Québec (Québec), Capitale du Québec D'azur à la champagne burelée-ondée d'argent et d'azur sommée d'un navire ancien voguant à pleines voiles d'or, au chef de gueules bordé d'or et chargé de deux clés d'or passées en sautoir, à la feuille d'érable de sinople brochante sur les clés, l'écu timbré d'une couronne murale maçonnée de sable et ajourée de gueules, et pour devise DON DE DIEU FERAY VALOIR |
|       | Regina (Saskatchewan) D'azur à une gerbe de blé d'or au chef de bleu céleste chargé d'un bison arrêté d'or |
|       | Rimouski (Québec) Coupé ondé, au premier de contre-hermine, à une croix pastorale d’or, au second d’argent à une ancre de gueules enlacée d'une corde de sable et accostée de deux sapins de sinople |
|       | Rosemère (Québec) D'argent à une rose de gueules feuillée de sinople boutonnée d'or soutenue de trois burelles ondées d'azur; mantelé aussi d'azur, chargé à senestre d'un croissant d'argent, et à dextre d'une croix du même |
|       | Saguenay (Québec) |
|       | Saint-Augustin-de-Desmaures (Québec) De gueules à une nef d'argent voguant sur un fleuve ondé du même, et au chef d'or chargé de trois flammes de gueules |
|       | Saint-Boniface (Québec) D'argent au chevron de gueules accompagné de en chef de deux croix alésées tréflées du même, et en pointe d'un chêne de sinople, fruité d'or. |
|       | Saint-Côme–Linière (Québec) De gueules, au chef-pal d'azur bordé d'argent, chargée de cinq étoiles du même, posées en tau, et accosté de deux globes d'or. |
|       | Saint-Étienne-des-Grès (Québec) D'or à une tierce d'azur, accompagnées de trois roches à trois coupeaux de sable. |
|       | Saint-Gédéon-de-Beauce (Québec) D'argent au chevron de gueules chargé d'un flambeau d'or posé en barre sur la branche dextre et d'une trompette du même posé en bande sur la branche senestre, le chevron accompagné à dextre d'une fleur de lys d'azur, à senestre d'un marteau de sable posé en bande, et en pointe d'une disamare de sinople ; au chef de gueules chargé d'une clé aussi d'or, posée en fasce, le panneton à dextre tourné vers la pointe. |
|       | Saint-Georges (Québec) D’argent à la croix de gueules cantonnée aux un et quatre d’un fer de moulin d’azur, aux deux et trois d’une flamme de gueules et sur le tout d’azur à la croix d’argent. |
|       | Saint-Hyacinthe (Québec) Écartelé : au 1, d'argent à une fleur de lys d'azur, au 2, de gueules à une roue dentée d'argent, au 3, de gueules à la barre ondée d'argent, au 4, d'argent à une herse de sable, et sur le tout d'or à la croix de lorraine d'azur. |
|       | Saint-Jean (Nouveau-Brunswick) Écartelé de gueules et d'azur, au premier à un baril à poissons accompagné en chef d'un poisson nageant en fasce, à dextre et à sénestre de quatre poissons plus petits nageant en fasce l'un sur l'autre, au deuxième à six arbres rangés en fasce de grandeur décroissante, surmontés d'un soleil non figuré, au troisième à un voilier d'époque voguant, au quatrième à deux castors l'un sur l'autre, le tout d'or |
|       | Saint-Jean (Terre-Neuve-et-Labrador) De gueules à un agneau pascal au naturel accosté en chef de deux coquilles d’argent, au chef du même chargé d’une nef au pennon et au drapeau flottant, le tout au naturel voguant sur un burelé-ondé d’azur et d’argent |
|       | Saint Catharines (Ontario) |
|       | Saint-Tite (Québec) De gueules à croix grecque d’azur en point du chef, flanquée d’un segment de roue dentée d’argent à dextre et d’un segment de roue dentée d’or à senestre, renfermant une peau de cuir tendue d’or en dextre et une épinette d’argent en senestre, surmontant des montagnes de sable posées sur une terrasse d’or chargée d’une rivière d’azur * Il y a là non-respect de la règle de contrariété des couleurs : ces armes sont fautives.. |
|       | Saskatoon (Saskatchewan) |
|       | Sherbrooke (Québec) D'or au pairle ondé d'azur chargé en cœur d'une molette d'argent, en chef de deux éclairs aussi d'argent et en pointe d'un fer de lance d'or, accompagné en chef d'une rose de gueules et en pointe de deux fleurs de lys d'azur |
|       | Thetford Mines (Québec) D'argent à la salamandre d'or dans sa patience de gueules, accompagnée en pointe d'une montagne à trois coupeaux de sable, au chef d'azur à la croix d'or, à deux pics de mineur passées en sautoir, et une lampe de mineur de gueules brochante sur eux, le tout brochant sur le chef. |
|       | Thunder Bay (Ontario) |
|       | Thurso De gueules à trois fasces d'or, au lion d'argent brochant sur le tout |
|       | Toronto (Ontario), Capitale de l'Ontario - D'or au chef-pal d'azur |
|       | Trois-Rivières (Québec) D'azur au chevron d'argent chargé d'une fleur de lis du champ, accompagnés de trois grands corégones nageant aussi d'argent. |
|       | Vancouver (Colombie-Britannique) Burelé-ondé d'azur et d'argent de huit pièces au chef d'or chargé de deux fleurs de cornouiller au naturel, à une pile de sinople brochante et chargée d'un totem d'or dans le style des Kwakiutl composé d'un aigle, d'un grizzly et d'un flétan |
|       | Victoria (Colombie-Britannique), Capitale de la Colombie-Britannique D’azur à la pile d’argent chargée d’une pile de gueules surchargée de la couronne royale au naturel |
|       | Windsor (Ontario) D'or au pal de gueules chargé d'une rose d'or pointée de sinople surchargée d'une roue d'engrenage de gueules et surmontée d'une fleur de lis d'or, ledit pal accosté de deux roses de gueules pointées de sinople et chargées chacune d'une roue d'engrenage d'or, au chef ondé d'azur. |
|       | Winnipeg (Manitoba), Capitale du Manitoba De sinople à une anémone pulsatille (Pulsatilla patens) tigée au naturel, au chef d’azur soutenu d’une divise d’or chargé de treize étoiles du même |